# Dubyczańskie
Dubyczańskie (ukr. Дубичанське) – wieś położona na Ukrainie, w rejonie łuckim, w obwodzie wołyńskim, liczy 89 mieszkańców.